# فصل‌های باشگاه فوتبال اورتون
این مقاله، فهرستی است از عملکرد فصل به فصل باشگاه فوتبال اورتون در لیگ، بهترین گلزنان و میانگین تماشاگران این باشگاه از سال ۱۸۸۸، زمانی که لیگ فوتبال شکل گرفت تا اتمام آخرین فصل.
اورتون بنیانگذار لیگ فوتبال در سال ۱۸۸۸ بود و برای اولین بار در سال ۱۸۹۱ قهرمان این لیگ شد. با اتمام جنگ جهانی دوم در سال ۱۹۳۹، پنج بار قهرمان لیگ شدند و برخی از بزرگ‌ترین نام‌های فوتبال انگلیس را به میدان آورده بودند. از جمله تد سگار دروازه‌بان و دیکسی دین و تامی لاتون، دو مهاجم تیم. در مسیر قهرمانی اورتون در فصل ۲۸–۱۹۲۷، دین ۶۰ گل در لیگ به ثمر رساند که از آن زمان تاکنون، رکوردی دست‌نیافتنی باقی مانده‌است.

تیم اشغالیه لیورپول بهتره شایعات پیوستن یحیی گل محمدی سرمربی نامدار ایرانی که از گوشه افتخارات اون میتوان به قهر کردناش اشاره کرد او قهر های بسیار جذابی میکند و از 12 ماه 19 ماه در حال قهر کردن است

## عملکرد فصل به فصل

### ۱۹۵۵–۱۸۸۷
| عملکرد فصل اورتون در سال‌های ۱۹۵۵–۱۸۸۷                                              | عملکرد فصل اورتون در سال‌های ۱۹۵۵–۱۸۸۷  | عملکرد فصل اورتون در سال‌های ۱۹۵۵–۱۸۸۷  | عملکرد فصل اورتون در سال‌های ۱۹۵۵–۱۸۸۷  | عملکرد فصل اورتون در سال‌های ۱۹۵۵–۱۸۸۷  | عملکرد فصل اورتون در سال‌های ۱۹۵۵–۱۸۸۷  | عملکرد فصل اورتون در سال‌های ۱۹۵۵–۱۸۸۷  | عملکرد فصل اورتون در سال‌های ۱۹۵۵–۱۸۸۷  | عملکرد فصل اورتون در سال‌های ۱۹۵۵–۱۸۸۷  | عملکرد فصل اورتون در سال‌های ۱۹۵۵–۱۸۸۷  | عملکرد فصل اورتون در سال‌های ۱۹۵۵–۱۸۸۷ | عملکرد فصل اورتون در سال‌های ۱۹۵۵–۱۸۸۷ | عملکرد فصل اورتون در سال‌های ۱۹۵۵–۱۸۸۷ | عملکرد فصل اورتون در سال‌های ۱۹۵۵–۱۸۸۷ | عملکرد فصل اورتون در سال‌های ۱۹۵۵–۱۸۸۷ | عملکرد فصل اورتون در سال‌های ۱۹۵۵–۱۸۸۷ | عملکرد فصل اورتون در سال‌های ۱۹۵۵–۱۸۸۷ |
| فصل                                                                                | آمار لیگ                               | آمار لیگ                               | آمار لیگ                               | آمار لیگ                               | آمار لیگ                               | آمار لیگ                               | آمار لیگ                               | آمار لیگ                               | آمار لیگ                               | نتایج جام                             | نتایج جام                             | گلزن (های) برتر                       | گلزن (های) برتر                       | م. تماشاگران                          |                                       |                                       |
| فصل                                                                                | لیگ                                    | دسته                                   | بازی                                   | پ.                                     | ت.                                     | ش.                                     | ت. گل                                  | امتیاز                                 | رتبه                                   | حذفی                                  | خیریه                                 | لیگ                                   | مجموع                                 | م. تماشاگران                          |                                       |                                       |
| ---------------------------------------------------------------------------------- | -------------------------------------- | -------------------------------------- | -------------------------------------- | -------------------------------------- | -------------------------------------- | -------------------------------------- | -------------------------------------- | -------------------------------------- | -------------------------------------- | ------------------------------------- | ------------------------------------- | ------------------------------------- | ------------------------------------- | ------------------------------------- | ------------------------------------- | ------------------------------------- |
| ۸۸–۱۸۸۷                                                                            | تا فصل ۸۹–۱۸۸۸، لیگ فوتبال ایجاد نشد.  | تا فصل ۸۹–۱۸۸۸، لیگ فوتبال ایجاد نشد.  | تا فصل ۸۹–۱۸۸۸، لیگ فوتبال ایجاد نشد.  | تا فصل ۸۹–۱۸۸۸، لیگ فوتبال ایجاد نشد.  | تا فصل ۸۹–۱۸۸۸، لیگ فوتبال ایجاد نشد.  | تا فصل ۸۹–۱۸۸۸، لیگ فوتبال ایجاد نشد.  | تا فصل ۸۹–۱۸۸۸، لیگ فوتبال ایجاد نشد.  | تا فصل ۸۹–۱۸۸۸، لیگ فوتبال ایجاد نشد.  | تا فصل ۸۹–۱۸۸۸، لیگ فوتبال ایجاد نشد.  | دور ۲                                 | اجرا نشد.                             | جرج فارمر (۲)                         | جرج فارمر (۲)                         | ۶٬۰۰۰                                 |                                       |                                       |
| ۸۹–۱۸۸۸                                                                            | دسته اول                               | ۱                                      | ۲۲                                     | ۹                                      | ۲                                      | ۱۱                                     | −۱۲                                    | ۲۰                                     | ۸                                      | راه نیافت.                            | اجرا نشد.                             | چادویک (۶)                            | چادویک (۶)                            | ۷٬۳۰۸                                 |                                       |                                       |
| ۹۰–۱۸۸۹                                                                            | دسته اول                               | ۱                                      | ۲۲                                     | ۱۴                                     | ۳                                      | ۵                                      | +۲۵                                    | ۳۱                                     | ۲                                      | دور ۲                                 | اجرا نشد.                             | گری (۲۱)                              | گری (۲۵)                              | ۹٬۶۲۷                                 |                                       |                                       |
| ۹۱–۱۸۹۰                                                                            | دسته اول                               | ۱                                      | ۲۲                                     | ۱۴                                     | ۱                                      | ۷                                      | +۳۴                                    | ۲۹                                     | ۱                                      | دور ۱                                 | اجرا نشد.                             | گری (۲۰)                              | گری (۲۰)                              | ۱۱٬۲۰۰                                |                                       |                                       |
| ۹۲–۱۸۹۱                                                                            | دسته اول                               | ۱                                      | ۲۶                                     | ۱۲                                     | ۴                                      | ۱۰                                     | ۰                                      | ۲۸                                     | ۵                                      | دور ۱                                 | اجرا نشد.                             | لاتا (۱۷)                             | لاتا (۱۷)                             | ۱۱٬۰۰۹                                |                                       |                                       |
| ۹۳–۱۸۹۲                                                                            | دسته اول                               | ۱                                      | ۳۰                                     | ۱۶                                     | ۴                                      | ۱۰                                     | +۲۳                                    | ۳۶                                     | ۳                                      | ن.ق.                                  | اجرا نشد.                             | گری (۱۹)                              | گری (۲۳)                              | ۱۲٬۹۶۴                                |                                       |                                       |
| ۹۴–۱۸۹۳                                                                            | دسته اول                               | ۱                                      | ۳۰                                     | ۱۵                                     | ۳                                      | ۱۲                                     | +۳۶                                    | ۳۳                                     | ۶                                      | دور ۱                                 | اجرا نشد.                             | سوث‌ورث (۲۷)                           | سوث‌ورث (۲۷)                           | ۱۳٬۰۰۰                                |                                       |                                       |
| ۹۵–۱۸۹۴                                                                            | دسته اول                               | ۱                                      | ۳۰                                     | ۱۸                                     | ۶                                      | ۶                                      | +۳۲                                    | ۴۲                                     | ۲                                      | ۱/۴ ن.                                | اجرا نشد.                             | جک بل (۱۵)                            | جک بل (۱۸)                            | ۱۶٬۰۶۰                                |                                       |                                       |
| ۹۶–۱۸۹۵                                                                            | دسته اول                               | ۱                                      | ۳۰                                     | ۱۶                                     | ۷                                      | ۷                                      | +۲۳                                    | ۳۹                                     | ۳                                      | ۱/۴ ن.                                | اجرا نشد.                             | میلوارد (۱۷)                          | میلوارد (۱۹)                          | ۱۵٬۴۵۴                                |                                       |                                       |
| ۹۷–۱۸۹۶                                                                            | دسته اول                               | ۱                                      | ۳۰                                     | ۱۴                                     | ۳                                      | ۱۳                                     | +۵                                     | ۳۱                                     | ۷                                      | ن.ق.                                  | اجرا نشد.                             | جک بل (۱۵)                            | جک بل (۱۷)                            | ۱۵٬۹۱۳                                |                                       |                                       |
| ۹۸–۱۸۹۷                                                                            | دسته اول                               | ۱                                      | ۳۰                                     | ۱۳                                     | ۹                                      | ۸                                      | +۹                                     | ۳۵                                     | ۴                                      | ن. نهایی                              | اجرا نشد.                             | لوری بل (۱۲)                          | لوری بل (۱۵)                          | ۱۵٬۳۸۰                                |                                       |                                       |
| ۹۹–۱۸۹۸                                                                            | دسته اول                               | ۱                                      | ۳۴                                     | ۱۵                                     | ۸                                      | ۱۱                                     | +۷                                     | ۳۸                                     | ۴                                      | دور ۲                                 | اجرا نشد.                             | جان پِرَودفوت (۱۲)                      | جان پِرَودفوت (۱۳)                      | ۱۵٬۵۲۹                                |                                       |                                       |
| ۱۹۰۰–۱۸۹۹                                                                          | دسته اول                               | ۱                                      | ۳۴                                     | ۱۳                                     | ۷                                      | ۱۴                                     | −۲                                     | ۳۳                                     | ۱۱                                     | دور ۱                                 | اجرا نشد.                             | جیمی ستل (۱۰)                         | جیمی ستل (۱۰)                         | ۱۳٬۵۳۱                                |                                       |                                       |
| ۰۱–۱۹۰۰                                                                            | دسته اول                               | ۱                                      | ۳۴                                     | ۱۶                                     | ۵                                      | ۱۳                                     | +۱۳                                    | ۳۷                                     | ۷                                      | دور ۲                                 | اجرا نشد.                             | جک تیلور (۱۱)                         | جک تیلور (۱۲)                         | ۱۶٬۷۶۵                                |                                       |                                       |
| ۰۲–۱۹۰۱                                                                            | دسته اول                               | ۱                                      | ۳۴                                     | ۱۷                                     | ۷                                      | ۱۰                                     | +۲۳                                    | ۴۳                                     | ۲                                      | دور ۱                                 | اجرا نشد.                             | جیمی ستل (۱۸)                         | جیمی ستل (۱۸)                         | ۱۶٬۶۴۷                                |                                       |                                       |
| ۰۳–۱۹۰۲                                                                            | دسته اول                               | ۱                                      | ۳۴                                     | ۱۳                                     | ۶                                      | ۱۵                                     | +۳                                     | ۳۲                                     | ۱۲                                     | ۱/۴ ن.                                | اجرا نشد.                             | جان بریرلی (۷)                        | جک بل (۷)جان بریرلی (۷)               | ۱۵٬۶۱۶                                |                                       |                                       |
| ۰۴–۱۹۰۳                                                                            | دسته اول                               | ۱                                      | ۳۴                                     | ۱۹                                     | ۵                                      | ۱۰                                     | +۲۷                                    | ۴۳                                     | ۳                                      | دور ۱                                 | اجرا نشد.                             | الکس یانگ(۱۰)                         | الکس یانگ(۱۰)                         | ۱۸٬۴۱۲                                |                                       |                                       |
| ۰۵–۱۹۰۴                                                                            | دسته اول                               | ۱                                      | ۳۴                                     | ۲۱                                     | ۵                                      | ۸                                      | +۲۷                                    | ۴۷                                     | ۲                                      | ن. نهایی                              | اجرا نشد.                             | الکس یانگ(۱۴)                         | الکس یانگ(۱۴)                         | ۱۸٬۴۱۲                                |                                       |                                       |
| ۰۶–۱۹۰۵                                                                            | دسته اول                               | ۱                                      | ۳۸                                     | ۱۵                                     | ۷                                      | ۱۶                                     | +۴                                     | ۳۷                                     | ۱۱                                     | قهرمان                                | اجرا نشد.                             | الکس یانگ(۱۲)                         | الکس یانگ(۱۴)                         | ۱۸٬۴۱۲                                |                                       |                                       |
| ۰۷–۱۹۰۶                                                                            | دسته اول                               | ۱                                      | ۳۸                                     | ۲۰                                     | ۵                                      | ۱۳                                     | +۲۴                                    | ۴۵                                     | ۳                                      | ن.ق.                                  | اجرا نشد.                             | الکس یانگ (۲۸)                        | الکس یانگ(۲۹)                         | ۱۹٬۵۷۹                                |                                       |                                       |
| ۰۸–۱۹۰۷                                                                            | دسته اول                               | ۱                                      | ۳۸                                     | ۱۵                                     | ۶                                      | ۱۷                                     | −۱                                     | ۳۶                                     | ۱۱                                     | ۱/۴ ن.                                | جواز نگرفت.                           | الکس یانگ(۱۶)                         | الکس یانگ(۲۱)                         | ۱۷٬۳۱۶                                |                                       |                                       |
| ۰۹–۱۹۰۸                                                                            | دسته اول                               | ۱                                      | ۳۸                                     | ۱۸                                     | ۱۰                                     | ۱۰                                     | +۲۵                                    | ۴۶                                     | ۲                                      | دور ۲                                 | جواز نگرفت.                           | فریمن (۳۸)                            | فریمن (۳۸)                            | ۲۳٬۵۷۹                                |                                       |                                       |
| ۱۰–۱۹۰۹                                                                            | دسته اول                               | ۱                                      | ۳۸                                     | ۱۶                                     | ۸                                      | ۱۴                                     | −۵                                     | ۴۰                                     | ۱۰                                     | ن. نهایی                              | جواز نگرفت.                           | فریمن (۲۲)                            | فریمن (۲۶)                            | ۱۹٬۶۶۷                                |                                       |                                       |
| ۱۱–۱۹۱۰                                                                            | دسته اول                               | ۱                                      | ۳۸                                     | ۱۹                                     | ۷                                      | ۱۲                                     | +۱۴                                    | ۴۵                                     | ۴                                      | دور ۳                                 | جواز نگرفت.                           | جرج بیر (۸)بیل لیسی (۸)الکس یانگ(۸)   | الکس یانگ(۱۱)                         | ۱۹٬۳۸۹                                |                                       |                                       |
| ۱۲–۱۹۱۱                                                                            | دسته اول                               | ۱                                      | ۳۸                                     | ۲۰                                     | ۶                                      | ۱۲                                     | +۴                                     | ۴۶                                     | ۲                                      | ۱/۴ ن.                                | جواز نگرفت.                           | تامی براول (۱۲)                       | تامی براول (۱۹)                       | ۱۸٬۲۱۱                                |                                       |                                       |
| ۱۳–۱۹۱۲                                                                            | دسته اول                               | ۱                                      | ۳۸                                     | ۱۵                                     | ۷                                      | ۱۶                                     | −۶                                     | ۳۷                                     | ۱۱                                     | ۱/۴ ن.                                | جواز نگرفت.                           | تامی براول (۱۲)                       | تامی براول (۱۶)                       | ۱۹٬۳۶۸                                |                                       |                                       |
| ۱۴–۱۹۱۳                                                                            | دسته اول                               | ۱                                      | ۳۸                                     | ۱۲                                     | ۱۱                                     | ۱۵                                     | −۹                                     | ۳۵                                     | ۱۵                                     | دور ۱                                 | جواز نگرفت.                           | پارکر (۱۷)                            | پارکر (۱۷)                            | ۲۵٬۶۱۱                                |                                       |                                       |
| ۱۵–۱۹۱۴                                                                            | دسته اول                               | ۱                                      | ۳۸                                     | ۱۹                                     | ۸                                      | ۱۱                                     | +۲۹                                    | ۴۶                                     | ۱                                      | ن. نهایی                              | جواز نگرفت.                           | پارکر (۳۶)                            | پارکر (۳۸)                            | ۱۸٬۵۵۶                                |                                       |                                       |
| با آغاز جنگ جهانی اول، در فاصله سال‌های ۱۹۱۵ تا ۱۹۱۹، رقابت رسمی برگزار نشد.        |                                        |                                        |                                        |                                        |                                        |                                        |                                        |                                        |                                        |                                       |                                       |                                       |                                       |                                       |                                       |                                       |
| ۲۰–۱۹۱۹                                                                            | دسته اول                               | ۱                                      | ۴۲                                     | ۱۲                                     | ۱۴                                     | ۱۶                                     | +۱                                     | ۳۸                                     | ۱۶                                     | دور ۱                                 | جواز نگرفت.                           | بیلی کریساپ (۱۴)                      | بیلی کریساپ (۱۴)                      | ۲۸٬۲۳۸                                |                                       |                                       |
| ۲۱–۱۹۲۰                                                                            | دسته اول                               | ۱                                      | ۴۲                                     | ۱۷                                     | ۱۳                                     | ۱۲                                     | +۱۱                                    | ۴۷                                     | ۷                                      | ۱/۴ ن.                                | جواز نگرفت.                           | چارلی کراسلی (۱۵)                     | چارلی کراسلی (۱۸)                     | ۳۷٬۱۸۹                                |                                       |                                       |
| ۲۲–۱۹۲۱                                                                            | دسته اول                               | ۱                                      | ۴۲                                     | ۱۲                                     | ۱۲                                     | ۱۸                                     | +۲                                     | ۳۶                                     | ۲۰                                     | دور ۱                                 | جواز نگرفت.                           | استیون فازاکرلی (۱۲)                  | استیون فازاکرلی (۱۲)                  | ۳۱٬۷۰۰                                |                                       |                                       |
| ۲۳–۱۹۲۲                                                                            | دسته اول                               | ۱                                      | ۴۲                                     | ۲۰                                     | ۷                                      | ۱۵                                     | +۴                                     | ۴۷                                     | ۵                                      | دور ۱                                 | جواز نگرفت.                           | ویلف چادویک (۱۳)ویلیام ویلیامز (۱۳)   | ویلف چادویک (۱۳)ویلیام ویلیامز (۱۳)   | ۳۰٬۴۷۶                                |                                       |                                       |
| ۲۴–۱۹۲۳                                                                            | دسته اول                               | ۱                                      | ۴۲                                     | ۱۸                                     | ۱۳                                     | ۱۱                                     | +۹                                     | ۴۹                                     | ۷                                      | دور ۲                                 | جواز نگرفت.                           | ویلف چادویک (۲۸)                      | ویلف چادویک (۳۰)                      | ۲۸٬۳۱۹                                |                                       |                                       |
| ۲۵–۱۹۲۴                                                                            | دسته اول                               | ۱                                      | ۴۲                                     | ۱۲                                     | ۱۱                                     | ۱۹                                     | −۲۰                                    | ۳۵                                     | ۱۷                                     | دور ۳                                 | جواز نگرفت.                           | جیمی برود (۸)                         | ویلف چادویک (۹)                       | ۲۵٬۳۱۰                                |                                       |                                       |
| ۲۶–۱۹۲۵                                                                            | دسته اول                               | ۱                                      | ۴۲                                     | ۱۲                                     | ۱۸                                     | ۱۲                                     | +۲                                     | ۴۲                                     | ۱۱                                     | دور ۳                                 | جواز نگرفت.                           | دیکسی دین (۳۲)                        | دیکسی دین (۳۳)                        | ۲۶٬۸۷۶                                |                                       |                                       |
| ۲۷–۱۹۲۶                                                                            | دسته اول                               | ۱                                      | ۴۲                                     | ۱۲                                     | ۱۰                                     | ۲۰                                     | −۹                                     | ۳۴                                     | ۲۰                                     | دور ۴                                 | جواز نگرفت.                           | دیکسی دین (۲۱)                        | دیکسی دین (۲۴)                        | ۳۱٬۴۰۳                                |                                       |                                       |
| ۲۸–۱۹۲۷                                                                            | دسته اول                               | ۱                                      | ۴۲                                     | ۲۰                                     | ۱۳                                     | ۹                                      | +۳۶                                    | ۵۳                                     | ۱                                      | دور ۴                                 | جواز نگرفت.                           | دیکسی دین (۶۰)                        | دیکسی دین (۶۳)                        | ۳۷٬۴۴۰                                |                                       |                                       |
| ۲۹–۱۹۲۸                                                                            | دسته اول                               | ۱                                      | ۴۲                                     | ۱۷                                     | ۴                                      | ۲۱                                     | −۱۲                                    | ۳۸                                     | ۱۸                                     | دور ۳                                 | قهرمان                                | دیکسی دین (۲۶)                        | دیکسی دین (۲۸)                        | ۲۹٬۵۱۲                                |                                       |                                       |
| ۳۰–۱۹۲۹                                                                            | دسته اول                               | ۱                                      | ۴۲                                     | ۱۲                                     | ۱۱                                     | ۱۹                                     | −۱۲                                    | ۳۵                                     | ۲۲                                     | دور ۴                                 | جواز نگرفت.                           | دیکسی دین (۲۳)                        | دیکسی دین (۲۵)                        | ۳۲٬۹۸۹                                |                                       |                                       |
| ۳۱–۱۹۳۰                                                                            | دسته دوم                               | ۲                                      | ۴۲                                     | ۲۸                                     | ۵                                      | ۹                                      | +۵۵                                    | ۶۱                                     | ۱                                      | ن. نهایی                              | جواز نگرفت.                           | دیکسی دین (۳۹)                        | دیکسی دین (۴۸)                        | ۲۶٬۰۳۹                                |                                       |                                       |
| ۳۲–۱۹۳۱                                                                            | دسته اول                               | ۱                                      | ۴۲                                     | ۲۶                                     | ۴                                      | ۱۲                                     | +۵۲                                    | ۵۶                                     | ۱                                      | دور ۳                                 | جواز نگرفت.                           | دیکسی دین (۴۵)                        | دیکسی دین (۴۶)                        | ۳۵٬۴۵۴                                |                                       |                                       |
| ۳۳–۱۹۳۲                                                                            | دسته اول                               | ۱                                      | ۴۲                                     | ۱۶                                     | ۹                                      | ۱۷                                     | +۷                                     | ۴۱                                     | ۱۱                                     | قهرمان                                | قهرمان                                | دیکسی دین (۲۴)                        | دیکسی دین (۳۳)                        | ۲۶٬۴۱۴                                |                                       |                                       |
| ۳۴–۱۹۳۳                                                                            | دسته اول                               | ۱                                      | ۴۲                                     | ۱۲                                     | ۱۶                                     | ۱۴                                     | −۱                                     | ۴۰                                     | ۱۴                                     | دور ۳                                 | ن.ق.                                  | تامی وایت (۱۴)                        | تامی وایت (۱۴)                        | ۲۷٬۱۶۰                                |                                       |                                       |
| ۳۵–۱۹۳۴                                                                            | دسته اول                               | ۱                                      | ۴۲                                     | ۱۶                                     | ۱۲                                     | ۱۴                                     | +۱                                     | ۴۴                                     | ۸                                      | ۱/۴ ن.                                | جواز نگرفت.                           | دیکسی دین (۲۶)                        | دیکسی دین (۲۷)                        | ۲۶٬۲۳۲                                |                                       |                                       |
| ۳۶–۱۹۳۵                                                                            | دسته اول                               | ۱                                      | ۴۲                                     | ۱۳                                     | ۱۳                                     | ۱۶                                     | ۰                                      | ۳۹                                     | ۱۶                                     | دور ۳                                 | جواز نگرفت.                           | جیمی کانلیف (۲۳)                      | جیمی کانلیف (۲۳)                      | ۲۹٬۱۱۸                                |                                       |                                       |
| ۳۷–۱۹۳۶                                                                            | دسته اول                               | ۱                                      | ۴۲                                     | ۱۴                                     | ۹                                      | ۱۹                                     | +۳                                     | ۳۷                                     | ۱۷                                     | دور ۵                                 | جواز نگرفت.                           | دیکسی دین (۲۴)                        | دیکسی دین (۲۷)                        | ۳۰٬۲۹۲                                |                                       |                                       |
| ۳۸–۱۹۳۷                                                                            | دسته اول                               | ۱                                      | ۴۲                                     | ۱۶                                     | ۷                                      | ۱۹                                     | +۴                                     | ۳۹                                     | ۱۴                                     | دور ۴                                 | جواز نگرفت.                           | تامی لاوتون (۲۸)                      | تامی لاوتون (۳۰)                      | ۳۵٬۰۴۰                                |                                       |                                       |
| ۳۹–۱۹۳۸                                                                            | دسته اول                               | ۱                                      | ۴۲                                     | ۲۷                                     | ۵                                      | ۱۰                                     | +۳۶                                    | ۵۹                                     | ۱                                      | ۱/۴ ن.                                | جواز نگرفت.                           | تامی لاوتون (۳۴)                      | تامی لاوتون (۳۸)                      | ۳۵٬۰۴۰                                |                                       |                                       |
| با آغاز جنگ جهانی دوم، رقابت‌های رسمی کوچکی در فاصله سال‌های ۱۹۳۹ تا ۱۹۴۶ برگزار شد. |                                        |                                        |                                        |                                        |                                        |                                        |                                        |                                        |                                        |                                       |                                       |                                       |                                       |                                       |                                       |                                       |
| ۴۶–۱۹۴۵                                                                            | در فصل ۴۶–۱۹۴۵، لیگ فوتبال برگزار نشد. | در فصل ۴۶–۱۹۴۵، لیگ فوتبال برگزار نشد. | در فصل ۴۶–۱۹۴۵، لیگ فوتبال برگزار نشد. | در فصل ۴۶–۱۹۴۵، لیگ فوتبال برگزار نشد. | در فصل ۴۶–۱۹۴۵، لیگ فوتبال برگزار نشد. | در فصل ۴۶–۱۹۴۵، لیگ فوتبال برگزار نشد. | در فصل ۴۶–۱۹۴۵، لیگ فوتبال برگزار نشد. | در فصل ۴۶–۱۹۴۵، لیگ فوتبال برگزار نشد. | در فصل ۴۶–۱۹۴۵، لیگ فوتبال برگزار نشد. | دور ۳                                 | ---                                   | ---                                   | ---                                   | ---                                   |                                       |                                       |
| ۴۷–۱۹۴۶                                                                            | دسته اول                               | ۱                                      | ۴۲                                     | ۱۷                                     | ۹                                      | ۱۶                                     | −۵                                     | ۴۳                                     | ۱۰                                     | دور ۴                                 | جواز نگرفت.                           | جاک دادز (۱۷)                         | جاک دادز (۱۷)                         | ۴۰٬۸۵۵                                |                                       |                                       |
| ۴۸–۱۹۴۷                                                                            | دسته اول                               | ۱                                      | ۴۲                                     | ۱۷                                     | ۶                                      | ۱۹                                     | −۱۴                                    | ۴۰                                     | ۱۴                                     | دور ۵                                 | جواز نگرفت.                           | جاک دادز (۱۳)                         | جاک دادز (۱۴)                         | ۴۴٬۲۰۵                                |                                       |                                       |
| ۴۹–۱۹۴۸                                                                            | دسته اول                               | ۱                                      | ۴۲                                     | ۱۳                                     | ۱۱                                     | ۱۸                                     | −۲۲                                    | ۳۷                                     | ۱۸                                     | دور ۴                                 | جواز نگرفت.                           | ادی وینرایت (۱۰)                      | ادی وینرایت (۱۰)                      | ۴۵٬۱۳۸                                |                                       |                                       |
| ۵۰–۱۹۴۹                                                                            | دسته اول                               | ۱                                      | ۴۲                                     | ۱۰                                     | ۱۴                                     | ۱۸                                     | −۲۴                                    | ۳۴                                     | ۱۸                                     | ن. نهایی                              | جواز نگرفت.                           | ادی وینرایت (۱۱)                      | ادی وینرایت (۱۳)                      | ۴۳٬۹۳۶                                |                                       |                                       |
| ۵۱–۱۹۵۰                                                                            | دسته اول                               | ۱                                      | ۴۲                                     | ۱۲                                     | ۸                                      | ۲۲                                     | −۳۸                                    | ۳۲                                     | ۲۲                                     | دور ۳                                 | جواز نگرفت.                           | جیمی مک‌اینتاش (۱۱)                    | جیمی مک‌اینتاش (۱۱)                    | ۴۲٬۹۲۴                                |                                       |                                       |
| ۵۲–۱۹۵۱                                                                            | دسته دوم                               | ۲                                      | ۴۲                                     | ۱۷                                     | ۱۰                                     | ۱۵                                     | +۶                                     | ۴۴                                     | ۷                                      | دور ۳                                 | جواز نگرفت.                           | جان پارکر (۱۵)                        | جان پارکر (۱۶)                        | ۳۷٬۳۹۱                                |                                       |                                       |
| ۵۳–۱۹۵۲                                                                            | دسته دوم                               | ۲                                      | ۴۲                                     | ۱۲                                     | ۱۴                                     | ۱۶                                     | −۴                                     | ۳۸                                     | ۱۶                                     | ن. نهایی                              | جواز نگرفت.                           | تامی الینگتون (۱۴)                    | جان پارکر (۱۷)                        | ۳۲٬۶۲۹                                |                                       |                                       |
| ۵۴–۱۹۵۳                                                                            | دسته دوم                               | ۲                                      | ۴۲                                     | ۲۰                                     | ۱۶                                     | ۶                                      | +۳۴                                    | ۵۶                                     | ۲                                      | دور ۵                                 | جواز نگرفت.                           | جان پارکر (۳۱)                        | جان پارکر (۳۳)                        | ۴۴٬۴۹۳                                |                                       |                                       |
| ۵۵–۱۹۵۴                                                                            | دسته اول                               | ۱                                      | ۴۲                                     | ۱۶                                     | ۱۰                                     | ۱۶                                     | −۶                                     | ۴۲                                     | ۱۱                                     | دور ۴                                 | جواز نگرفت.                           | جان پارکر (۱۹)                        | جان پارکر (۱۹)                        | ۴۶٬۳۹۴                                |                                       |                                       |

### حال–۱۹۵۵
اولین رقابت‌های باشگاهی یوفا، جام اروپا که در حال حاضر با نام لیگ قهرمانان اروپا شناخته می‌شود، از فصل ۵۶–۱۹۵۵ آغاز شد.
| ۵۶–۱۹۵۵   | دسته اول | ۱ | ۴۲ | ۱۵ | ۱۰ | ۱۷ | −۱۴ | ۴۰ | ۱۵ | ۱/۴ ن.   | اجرا نشد.  | جواز نگرفت.    | جواز نگرفت.                | جیمی هریس (۱۹)                    | جیمی هریس (۲۱)                     | ۴۲٬۷۶۸ |
| ۵۷–۱۹۵۶   | دسته اول | ۱ | ۴۲ | ۱۴ | ۱۰ | ۱۸ | −۱۸ | ۳۸ | ۱۵ | دور ۵    | اجرا نشد.  | جواز نگرفت.    | جواز نگرفت.                | مک‌نامادا (۱۰)                     | مک‌نامادا (۱۰)                      | ۳۵٬۰۶۹ |
| ۵۸–۱۹۵۷   | دسته اول | ۱ | ۴۲ | ۱۳ | ۱۱ | ۱۸ | −۱۰ | ۳۷ | ۱۶ | دور ۴    | اجرا نشد.  | جواز نگرفت.    | جواز نگرفت.                | ادی توماس (۱۵)                    | جیمی هریس (۱۵)ادی توماس (۱۵)       | ۳۹٬۱۵۷ |
| ۵۹–۱۹۵۸   | دسته اول | ۱ | ۴۲ | ۱۷ | ۴  | ۲۱ | −۱۸ | ۳۸ | ۱۶ | دور ۵    | اجرا نشد.  | جواز نگرفت.    | جواز نگرفت.                | هیکسون (۱۷)                       | هیکسون (۲۲)                        | ۳۹٬۱۵۴ |
| ۶۰–۱۹۵۹   | دسته اول | ۱ | ۴۲ | ۱۳ | ۱۱ | ۱۸ | −۵  | ۳۷ | ۱۵ | دور ۳    | اجرا نشد.  | جواز نگرفت.    | جواز نگرفت.                | کالینز (۱۴)                       | کالینز (۱۴)                        | ۴۰٬۷۸۸ |
| ۶۱–۱۹۶۰   | دسته اول | ۱ | ۴۲ | ۲۲ | ۶  | ۱۴ | +۱۸ | ۵۰ | ۵  | دور ۳    | ۱/۴ ن.     | جواز نگرفت.    | جواز نگرفت.                | روی ورنون (۲۱)                    | روی ورنون (۲۲)                     | ۴۳٬۴۴۸ |
| ۶۲–۱۹۶۱   | دسته اول | ۱ | ۴۲ | ۲۰ | ۱۱ | ۱۱ | +۳۴ | ۵۱ | ۴  | دور ۵    | راه نیافت. | جواز نگرفت.    | جواز نگرفت.                | روی ورنون (۲۶)                    | روی ورنون (۲۸)                     | ۴۱٬۴۳۲ |
| ۶۳–۱۹۶۲   | دسته اول | ۱ | ۴۲ | ۲۵ | ۱۱ | ۶  | +۴۲ | ۶۱ | ۱  | دور ۵    | راه نیافت. | جواز نگرفت.    | فیرز–دور ۱                 | روی ورنون (۲۴)                    | روی ورنون (۲۷)                     | ۵۱٬۴۶۰ |
| ۶۴–۱۹۶۳   | دسته اول | ۱ | ۴۲ | ۲۱ | ۱۰ | ۱۱ | +۲۰ | ۵۲ | ۳  | دور ۵    | راه نیافت. | قهرمان         | ج.ب. اروپا–انتخابی         | روی ورنون (۱۸)                    | روی ورنون (۲۱)                     | ۴۹٬۴۰۱ |
| ۶۵–۱۹۶۴   | دسته اول | ۱ | ۴۲ | ۱۷ | ۱۵ | ۱۰ | +۹  | ۴۹ | ۴  | دور ۴    | راه نیافت. | جواز نگرفت.    | فیرز–دور ۳                 | پیکرینگ (۲۷)                      | پیکرینگ (۳۷)                       | ۴۲٬۰۶۲ |
| ۶۶–۱۹۶۵   | دسته اول | ۱ | ۴۲ | ۱۵ | ۱۱ | ۱۶ | −۶  | ۴۱ | ۱۱ | قهرمان   | راه نیافت. | جواز نگرفت.    | فیرز–دور ۲                 | پیکرینگ (۱۸)                      | پیکرینگ (۲۲)                       | ۳۸٬۴۹۸ |
| ۶۷–۱۹۶۶   | دسته اول | ۱ | ۴۲ | ۱۹ | ۱۰ | ۱۳ | +۱۹ | ۴۸ | ۶  | ۱/۴ ن.   | راه نیافت. | ن.ق.           | ج.در.ج.–دور ۲              | بال (۱۵)                          | بال (۱۸)                           | ۴۲٬۶۰۶ |
| ۶۸–۱۹۶۷   | دسته اول | ۱ | ۴۲ | ۲۳ | ۶  | ۱۳ | +۲۷ | ۵۲ | ۵  | ن.ق.     | دور ۳      | جواز نگرفت.    | جواز نگرفت.                | بال (۲۰)                          | بال (۲۰)رویل (۲۰)                  | ۴۶٬۹۸۳ |
| ۶۹–۱۹۶۸   | دسته اول | ۱ | ۴۲ | ۲۱ | ۱۵ | ۶  | +۴۱ | ۵۷ | ۳  | ن. نهایی | دور ۴      | جواز نگرفت.    | جواز نگرفت.                | رویل (۲۲)                         | رویل (۲۹)                          | ۴۵٬۹۵۸ |
| ۷۰–۱۹۶۹   | دسته اول | ۱ | ۴۲ | ۲۹ | ۸  | ۵  | +۴۱ | ۶۶ | ۱  | دور ۳    | دور ۴      | جواز نگرفت.    | جواز نگرفت.                | رویل (۲۳)                         | رویل (۲۳)                          | ۴۹٬۵۳۱ |
| ۷۱–۱۹۷۰   | دسته اول | ۱ | ۴۲ | ۱۲ | ۱۳ | ۱۷ | −۶  | ۳۷ | ۱۴ | ن. نهایی | راه نیافت. | قهرمان         | ج.ب. اروپا–۱/۴ ن.          | رویل (۱۷)                         | رویل (۲۳)                          | ۴۱٬۰۹۰ |
| ۷۲–۱۹۷۱   | دسته اول | ۱ | ۴۲ | ۹  | ۱۸ | ۱۵ | −۱۱ | ۳۶ | ۱۵ | دور ۵    | دور ۲      | جواز نگرفت.    | جواز نگرفت.                | جانسون (۹)رویل (۹)                | جانسون (۱۱)                        | ۳۷٬۲۴۲ |
| ۷۳–۱۹۷۲   | دسته اول | ۱ | ۴۲ | ۱۳ | ۱۱ | ۱۸ | −۸  | ۳۷ | ۱۷ | دور ۴    | دور ۲      | جواز نگرفت.    | جواز نگرفت.                | جان کانلی (۷)جو هارپر (۷)رویل (۷) | جو هارپر (۸)                       | ۳۴٬۴۷۱ |
| ۷۴–۱۹۷۳   | دسته اول | ۱ | ۴۲ | ۱۶ | ۱۲ | ۱۴ | +۲  | ۴۴ | ۷  | دور ۴    | دور ۲      | جواز نگرفت.    | جواز نگرفت.                | میک لاینز (۹)                     | میک لاینز (۹)                      | ۳۵٬۳۵۱ |
| ۷۵–۱۹۷۴   | دسته اول | ۱ | ۴۲ | ۱۶ | ۱۸ | ۸  | +۱۴ | ۵۰ | ۴  | دور ۴    | دور ۳      | جواز نگرفت.    | جواز نگرفت.                | لَچفورد (۱۷)                       | لَچفورد (۱۹)                        | ۴۰٬۰۲۱ |
| ۷۶–۱۹۷۵   | دسته اول | ۱ | ۴۲ | ۱۵ | ۱۲ | ۱۵ | −۶  | ۴۲ | ۱۱ | دور ۳    | دور ۴      | جواز نگرفت.    | ج. یوفا–دور ۱              | لَچفورد (۱۲)                       | لَچفورد (۱۳)                        | ۲۷٬۱۱۵ |
| ۷۷–۱۹۷۶   | دسته اول | ۱ | ۴۲ | ۱۴ | ۱۴ | ۱۴ | −۲  | ۴۲ | ۹  | ن. نهایی | ن.ق.       | جواز نگرفت.    | جواز نگرفت.                | لَچفورد (۱۷)                       | لَچفورد (۲۵)                        | ۳۰٬۰۴۶ |
| ۷۸–۱۹۷۷   | دسته اول | ۱ | ۴۲ | ۲۲ | ۱۱ | ۹  | +۳۱ | ۵۱ | ۳  | دور ۴    | ۱/۴ ن.     | جواز نگرفت.    | جواز نگرفت.                | لَچفورد (۳۰)                       | لَچفورد (۳۲)                        | ۳۹٬۵۱۳ |
| ۷۹–۱۹۷۸   | دسته اول | ۱ | ۴۲ | ۱۷ | ۱۷ | ۸  | +۱۲ | ۵۱ | ۴  | دور ۳    | دور ۴      | جواز نگرفت.    | ج. یوفا–دور ۲              | اندی کینگ (۱۲)                    | لَچفورد (۲۰)                        | ۳۵٬۴۵۶ |
| ۸۰–۱۹۷۹   | دسته اول | ۱ | ۴۲ | ۹  | ۱۷ | ۱۶ | −۸  | ۳۵ | ۱۹ | ن. نهایی | دور ۴      | جواز نگرفت.    | ج. یوفا-دور ۱              | برایان کید (۱۰)                   | برایان کید (۱۸)                    | ۲۸٬۷۱۱ |
| ۸۱–۱۹۸۰   | دسته اول | ۱ | ۴۲ | ۱۳ | ۱۰ | ۱۹ | −۳  | ۳۶ | ۱۵ | ۱/۴ ن.   | دور ۳      | جواز نگرفت.    | جواز نگرفت.                | پیتر ایستو (۱۵)                   | پیتر ایستو (۱۹)                    | ۲۶٬۱۱۲ |
| ۸۲–۱۹۸۱   | دسته اول | ۱ | ۴۲ | ۱۷ | ۱۳ | ۱۲ | +۶  | ۶۴ | ۸  | دور ۳    | دور ۴      | جواز نگرفت.    | جواز نگرفت.                | گرائم شارپ (۱۵)                   | گرائم شارپ (۱۵)                    | ۲۴٬۶۷۲ |
| ۸۳–۱۹۸۲   | دسته اول | ۱ | ۴۲ | ۱۸ | ۱۰ | ۱۴ | +۱۸ | ۶۴ | ۷  | ۱/۴ ن.   | دور ۳      | جواز نگرفت.    | جواز نگرفت.                | گرائم شارپ (۱۵)                   | گرائم شارپ (۱۷)                    | ۲۰٬۳۱۰ |
| ۸۴–۱۹۸۳   | دسته اول | ۱ | ۴۲ | ۱۶ | ۱۴ | ۱۲ | +۲  | ۶۲ | ۷  | قهرمان   | ن.ق.       | جواز نگرفت.    | جواز نگرفت.                | آدرین هیث (۱۲)                    | آدرین هیث (۱۸)                     | ۱۹٬۲۸۸ |
| ۸۵–۱۹۸۴   | دسته اول | ۱ | ۴۲ | ۲۸ | ۶  | ۸  | +۴۵ | ۹۰ | ۱  | ن.ق.     | دور ۴      | قهرمان         | ج.در.ج.–قهرمان             | گرائم شارپ (۲۱)                   | گرائم شارپ (۲۷)                    | ۳۲٬۱۳۱ |
| ۸۶–۱۹۸۵   | دسته اول | ۱ | ۴۲ | ۲۶ | ۸  | ۸  | +۴۶ | ۸۶ | ۲  | ن.ق.     | دور ۴      | قهرمان         | محرومیت تیم‌های انگلیسی     | لینه‌کر (۳۰)                       | لینه‌کر (۴۰)                        | ۳۲٬۳۸۸ |
| ۸۷–۱۹۸۶   | دسته اول | ۱ | ۴۲ | ۲۶ | ۸  | ۸  | +۴۵ | ۸۶ | ۱  | دور ۵    | ۱/۴ ن.     | قهرمان (مشترک) | محرومیت تیم‌های انگلیسی     | استیون (۱۴)                       | آدرین هیث (۱۶)شیدی (۱۶)استیون (۱۶) | ۳۲٬۹۷۷ |
| ۸۸–۱۹۸۷   | دسته اول | ۱ | ۴۰ | ۱۹ | ۱۳ | ۸  | +۲۶ | ۷۰ | ۴  | دور ۵    | ن. نهایی   | قهرمان         | محرومیت تیم‌های انگلیسی     | گرائم شارپ (۱۳)                   | گرائم شارپ (۲۲)                    | ۲۷٬۷۸۲ |
| ۸۹–۱۹۸۸   | دسته اول | ۱ | ۳۸ | ۱۴ | ۱۲ | ۱۲ | +۵  | ۵۴ | ۸  | ن.ق.     | دور ۴      | جواز نگرفت.    | محرومیت تیم‌های انگلیسی     | کوتی (۱۳)                         | کوتی (۱۸)                          | ۲۷٬۷۸۷ |
| ۹۰–۱۹۸۹   | دسته اول | ۱ | ۳۸ | ۱۷ | ۸  | ۱۳ | +۱۱ | ۵۹ | ۶  | دور ۵    | دور ۴      | جواز نگرفت.    | محرومیت تیم‌های انگلیسی     | کوتی (۱۳)                         | کوتی (۱۵)                          | ۲۶٬۳۵۳ |
| ۹۱–۱۹۹۰   | دسته اول | ۱ | ۳۸ | ۱۳ | ۱۲ | ۱۳ | +۴  | ۵۱ | ۹  | ۱/۴ ن.   | دور ۳      | جواز نگرفت.    | جواز نگرفت.                | کوتی (۱۰)                         | کوتی (۲۴)                          | ۲۵٬۱۲۷ |
| ۹۲–۱۹۹۱   | دسته اول | ۱ | ۴۲ | ۱۳ | ۱۴ | ۱۵ | +۴  | ۵۳ | ۱۲ | دور ۴    | دور ۴      | جواز نگرفت.    | جواز نگرفت.                | بیردزلی (۱۵)                      | بیردزلی (۲۰)                       | ۲۳٬۱۴۰ |
| ۹۳–۱۹۹۲   | لیگ برتر | ۱ | ۴۲ | ۱۵ | ۸  | ۱۹ | −۲  | ۵۳ | ۱۳ | دور ۳    | دور ۴      | جواز نگرفت.    | جواز نگرفت.                | کوتی (۱۲)                         | کوتی (۱۳)                          | ۲۰٬۴۵۷ |
| ۹۴–۱۹۹۳   | لیگ برتر | ۱ | ۴۲ | ۱۲ | ۸  | ۲۲ | −۲۱ | ۴۴ | ۱۷ | دور ۳    | دور ۴      | جواز نگرفت.    | جواز نگرفت.                | کوتی (۱۶)                         | کوتی (۱۹)                          | ۲۲٬۹۰۱ |
| ۹۵–۱۹۹۴   | لیگ برتر | ۱ | ۴۲ | ۱۱ | ۱۷ | ۱۴ | −۷  | ۵۰ | ۱۵ | قهرمان   | دور ۲      | جواز نگرفت.    | جواز نگرفت.                | پل رایداَوت (۱۴)                   | پل رایداَوت (۱۶)                    | ۳۱٬۳۶۸ |
| ۹۶–۱۹۹۵   | لیگ برتر | ۱ | ۳۸ | ۱۷ | ۱۰ | ۱۱ | +۲۰ | ۶۱ | ۶  | دور ۴    | دور ۲      | قهرمان         | ج.در.ج.–دور ۲              | کانچلسکیس (۱۶)                    | کانچلسکیس (۱۶)                     | ۳۵٬۴۳۹ |
| ۹۷–۱۹۹۶   | لیگ برتر | ۱ | ۳۸ | ۱۰ | ۱۲ | ۱۶ | −۱۳ | ۴۲ | ۱۵ | دور ۴    | دور ۲      | جواز نگرفت.    | جواز نگرفت.                | فرگوسن (۱۰)                       | فرگوسن (۱۱)اسپید (۱۱)              | ۳۶٬۱۸۸ |
| ۹۸–۱۹۹۷   | لیگ برتر | ۱ | ۳۸ | ۹  | ۱۳ | ۱۶ | −۱۵ | ۴۰ | ۱۷ | دور ۳    | دور ۳      | جواز نگرفت.    | جواز نگرفت.                | فرگوسن (۱۱)                       | فرگوسن (۱۱)                        | ۳۵٬۳۵۵ |
| ۹۹–۱۹۹۸   | لیگ برتر | ۱ | ۳۸ | ۱۱ | ۱۰ | ۱۷ | −۵  | ۴۳ | ۱۴ | ۱/۴ ن.   | دور ۴      | جواز نگرفت.    | جواز نگرفت.                | کمپل (۹)                          | کمپل (۹)                           | ۳۴٬۸۶۶ |
| ۲۰۰۰–۱۹۹۹ | لیگ برتر | ۱ | ۳۸ | ۱۲ | ۱۴ | ۱۲ | +۱۰ | ۵۰ | ۱۳ | ۱/۴ ن.   | دور ۲      | جواز نگرفت.    | جواز نگرفت.                | کمپل (۱۲)                         | کمپل (۱۲)                          | ۳۴٬۸۶۶ |
| ۰۱–۲۰۰۰   | لیگ برتر | ۱ | ۳۸ | ۱۱ | ۹  | ۱۸ | −۱۴ | ۴۲ | ۱۶ | دور ۴    | دور ۲      | جواز نگرفت.    | جواز نگرفت.                | کمپل (۹)                          | کمپل (۱۰)                          | ۳۴٬۱۳۱ |
| ۰۲–۲۰۰۱   | لیگ برتر | ۱ | ۳۸ | ۱۱ | ۱۰ | ۱۷ | −۱۲ | ۴۳ | ۱۵ | ۱/۴ ن.   | دور ۲      | جواز نگرفت.    | جواز نگرفت.                | فرگوسن (۶)توماش رادزینسکی (۶)     | فرگوسن (۸)                         | ۳۴٬۰۰۴ |
| ۰۳–۲۰۰۲   | لیگ برتر | ۱ | ۳۸ | ۱۷ | ۸  | ۱۳ | −۱  | ۵۹ | ۷  | دور ۳    | دور ۴      | جواز نگرفت.    | جواز نگرفت.                | توماش رادزینسکی (۱۱)              | کمپل (۱۲)                          | ۳۸٬۴۸۱ |
| ۰۴–۲۰۰۳   | لیگ برتر | ۱ | ۳۸ | ۹  | ۱۲ | ۱۷ | −۱۲ | ۳۹ | ۱۷ | دور ۴    | دور ۴      | جواز نگرفت.    | جواز نگرفت.                | رونی (۹)                          | فرگوسن (۹)رونی (۹)                 | ۳۸٬۸۳۷ |
| ۰۵–۲۰۰۴   | لیگ برتر | ۱ | ۳۸ | ۱۸ | ۷  | ۱۳ | −۱  | ۶۱ | ۴  | دور ۵    | دور ۴      | جواز نگرفت.    | جواز نگرفت.                | کیهیل (۱۱)                        | کیهیل (۱۲)                         | ۳۶٬۸۳۴ |
| ۰۶–۲۰۰۵   | لیگ برتر | ۱ | ۳۸ | ۱۴ | ۸  | ۱۶ | −۱۵ | ۵۰ | ۱۱ | دور ۴    | دور ۳      | جواز نگرفت.    | ل.ق.–مق. ۳؛ ل. اروپا–دور ۱ | بیتی (۱۰)                         | بیتی (۱۱)                          | ۳۶٬۸۲۷ |
| ۰۷–۲۰۰۶   | لیگ برتر | ۱ | ۳۸ | ۱۵ | ۱۳ | ۱۰ | +۱۶ | ۵۸ | ۶  | دور ۳    | دور ۴      | جواز نگرفت.    | جواز نگرفت.                | ا. جانسون (۱۱)                    | ا. جانسون (۱۲)                     | ۳۶٬۷۳۹ |
| ۰۸–۲۰۰۷   | لیگ برتر | ۱ | ۳۸ | ۱۹ | ۸  | ۱۱ | +۲۲ | ۶۵ | ۵  | دور ۳    | ن. نهایی   | جواز نگرفت.    | ل. اروپا–۱/۸ ن.            | یاکوبو (۱۵)                       | یاکوبو (۲۱)                        | ۳۶٬۹۵۵ |
| ۰۹–۲۰۰۸   | لیگ برتر | ۱ | ۳۸ | ۱۷ | ۱۲ | ۹  | +۱۸ | ۶۳ | ۵  | ن.ق.     | دور ۳      | جواز نگرفت.    | ل. اروپا–دور ۱             | کیهیل (۸)فلینی (۸)                | کیهیل (۹)فلینی (۹)                 | ۳۵٬۶۶۷ |
| ۱۰–۲۰۰۹   | لیگ برتر | ۱ | ۳۸ | ۱۶ | ۱۳ | ۹  | +۱۱ | ۶۱ | ۸  | دور ۴    | دور ۴      | جواز نگرفت.    | ل. اروپا–۱/۱۶ ن.           | ساها (۱۳)                         | ساها (۱۵)                          | ۳۶٬۷۲۵ |
| ۱۱–۲۰۱۰   | لیگ برتر | ۱ | ۳۸ | ۱۳ | ۱۵ | ۱۰ | +۶  | ۵۴ | ۷  | دور ۵    | دور ۳      | جواز نگرفت.    | جواز نگرفت.                | کیهیل (۹)                         | بکفورد (۱۰)ساها (۱۰)               | ۳۶٬۰۳۹ |
| ۱۲–۲۰۱۱   | لیگ برتر | ۱ | ۳۸ | ۱۵ | ۱۱ | ۱۲ | +۱۰ | ۵۶ | ۷  | ن. نهایی | دور ۴      | جواز نگرفت.    | جواز نگرفت.                | یلاویج (۹)                        | یلاویج (۱۱)                        | ۳۳٬۲۲۸ |
| ۱۳–۲۰۱۲   | لیگ برتر | ۱ | ۳۸ | ۱۶ | ۱۵ | ۷  | +۱۵ | ۶۳ | ۶  | دور ۶    | دور ۳      | جواز نگرفت.    | جواز نگرفت.                | فلینی (۱۱)                        | فلینی (۱۲)                         | ۳۶٬۳۵۶ |
| ۱۴–۲۰۱۳   | لیگ برتر | ۱ | ۳۸ | ۲۱ | ۹  | ۸  | +۲۲ | ۷۲ | ۵  | دور ۶    | دور ۳      | جواز نگرفت.    | جواز نگرفت.                | لوکاکو (۱۵)                       | لوکاکو (۱۶)                        | ۳۷٬۷۳۲ |
| ۱۵–۲۰۱۴   | لیگ برتر | ۱ | ۳۸ | ۱۲ | ۱۱ | ۱۵ | −۲  | ۴۷ | ۱۱ | دور ۳    | دور ۳      | جواز نگرفت.    | ل. اروپا–۱/۸ ن.            | لوکاکو (۱۰)                       | لوکاکو (۲۰)                        | ۳۸٬۴۰۶ |
| ۱۶–۲۰۱۵   | لیگ برتر | ۱ | ۳۸ | ۱۱ | ۱۴ | ۱۳ | +۴  | ۴۷ | ۱۱ | ن. نهایی | ن. نهایی   | جواز نگرفت.    | جواز نگرفت.                | لوکاکو (۱۸)                       | لوکاکو (۲۵)                        | ۳۸٬۲۲۸ |
| ۱۷–۲۰۱۶   | لیگ برتر | ۱ | ۳۸ | ۱۷ | ۱۰ | ۱۱ | +۱۸ | ۶۱ | ۷  | دور ۳    | دور ۳      | جواز نگرفت.    | جواز نگرفت.                | لوکاکو (۲۵)                       | لوکاکو (۲۶)                        | ۳۹٬۴۹۴ |
| ۱۸–۲۰۱۷   | لیگ برتر | ۱ | ۳۸ | ۱۳ | ۱۰ | ۱۵ | −۱۴ | ۴۹ | ۸  | دور ۳    | دور ۴      | جواز نگرفت.    | ل. اروپا–م. گ.             | رونی (۱۰)                         | رونی (۱۱)                          | ۳۸٬۷۹۷ |
| ۱۹–۲۰۱۸   | لیگ برتر | ۱ | ۳۸ | ۱۵ | ۹  | ۱۴ | +۸  | ۵۴ | ۸  | دور ۴    | دور ۳      | جواز نگرفت.    | جواز نگرفت.                | سیگرثسون (۱۳)ریشارلیسون (۱۳)      | سیگرثسون (۱۴)ریشارلیسون (۱۴)       | ۳۸٬۷۸۰ |
| ۲۰–۲۰۱۹   | لیگ برتر | ۱ | ۳۸ | ۱۳ | ۱۰ | ۱۵ | −۱۲ | ۴۹ | ۱۲ | دور ۳    | ۱/۴ ن.     | جواز نگرفت.    | جواز نگرفت.                | کالورت-لوین (۱۳)ریشارلیسون (۱۳)   | کالورت-لوین (۱۵)ریشارلیسون (۱۵)    | ۳۹٬۲۵۶ |
| ۲۱–۲۰۲۰   | لیگ برتر | ۱ | ۳۸ | ۱۷ | ۸  | ۱۳ | −۱  | ۵۹ | ۱۰ | ۱/۴ ن.   | ۱/۴ ن.     | جواز نگرفت.    | جواز نگرفت.                | کالورت-لوین (۱۶)                  | کالورت-لوین (۲۱)                   | ۰      |

#### راهنما
| راهنمای جدول                                                                                                | راهنمای جدول                           | راهنمای جدول | راهنمای جدول                             |
| راهنما | تعریف                                  | راهنما       | تعریف                                    |
| --- | -------------------------------------- | ------------ | ---------------------------------------- |
| بازی | مجموع بازی‌ها در لیگ                    | م.گ.         | مرحله گروهی                              |
| ق. | قهرمان                                 | م.انتخابی    | مرحله انتخابی                            |
| دسته ۱ | دسته اول از لیگ فوتبال انگلستان        | دسته ۲       | دسته دوم از لیگ فوتبال انگلستان          |
| ت. | مجموع تساوی‌ها در لیگ                   | دور. ۱       | دور اول از رقابت‌ها                       |
| ش. | مجموع شکست‌ها در لیگ                    | دور. ۲       | دور دوم از رقابت‌ها                       |
| ت. گل | تفاضل گل‌های زده و خورده در لیگ         | دور. ۳       | دور سوم از رقابت‌ها                       |
| امتیاز | مجمع امتیازات در لیگ                   | دور. ۴       | دور چهارم از رقابت‌ها                     |
| رتبه | رتبه نهایی در جدول لیگ                 | دور. ۵       | دور پنجم از رقابت‌ها                      |
| لیگ برتر | لیگ برتر فوتبال انگلستان               | ۱/۱۶ ن.      | مرحله یک‌شانزدهم نهایی از رقابت‌ها         |
| راه نیافت.                                                                                                  | به این رقابت‌ها راه نیافت.              | ۱/۸ ن.       | مرحله یک‌هشتم نهایی از رقابت‌ها            |
| فیرز | رقابت‌های اینتر-سیتیز فیرز کاپ اروپا    | ۱/۴ ن.       | مرحله یک‌چهارم نهایی از رقابت‌ها           |
| ج.ب. اروپا/ل. ق. اروپا                                                                                      | جام باشگاه‌های/لیگ قهرمانان اروپا       | ن. نهایی     | نیمه-نهایی رقابت‌ها                       |
| ج.در.ج. | رقابت‌های جام در جام اروپا              | ن.ق.         | نایب‌قهرمان                               |
| ل. اروپا/ج. یوفا                                                                                            | رقابت‌های جام یوفا/لیگ اروپا            | مق.          | مرحله مقدماتی                            |
| جواز نگرفت.                                                                                                 | جواز حضور در رقابت‌ها را به دست نیاورد. | اجرا نشد.    | رقابت برگزار نشد یا هنوز ایجاد نشده بود. |
| \| قهرمان \| نایب‌قهرمان \| صعود \| سقوط \| \| ------ \| ---------- \| ---- \| ---- \|                       |                                        |              |                                          |
| یادداشت |                                        |              |                                          |
| گلزنانی که نامشان پررنگ شده، در مجموع بهترین گلزن دسته/لیگ مربوطه بودند.                                    |                                        |              |                                          |
| از فصل ۸۹–۱۸۸۸ تا ۸۱–۱۹۸۰، هر برد در لیگ با ۲ امتیاز پاداش داده می‌شد و از فصل ۸۲–۱۹۸۱ تا امروز با ۳ امتیاز. |                                        |              |                                          |
| جام اتحادیه تا فصل ۶۱–۱۹۶۰ شکل نگرفته بود.                                                                  |                                        |              |                                          |
| برخی آمارها از میانگین حضور تماشاگران، تخمینی است.                                                          |                                        |              |                                          |
| قهرمان | نایب‌قهرمان                             | صعود         | سقوط                                     |

## یادداشت
1. ↑  فصل ۴۰–۱۹۳۹ از لیگ فوتبال، پس از برگزاری تنها سه هفته از بازی‌ها، در نیمه سپتامبر لغو شد. لیگ جنگ ابداع شد تا در بحبوحه جنگ، جایگزین لیگ فوتبال شود.
2. ↑  با شیوع ویروس کووید-۱۹ در انگلستان، تمام رقابت‌های فصل ۲۱–۲۰۲۰، پشت درهای بسته و بدون حضور تماشاگران برگزار شد.